# Дони-Клакар
Дони-Клакар (серб. Доњи Клакар / Donji Klakar) — село в общине Брод Республики Сербской Боснии и Герцеговины. Население составляет 448 человек по переписи 2013 года.